# Robert L. Sutton
Robert L. Sutton es un geólogo del Servicio Geológico de los Estados Unidos (en inglés U. S. Geological Survey). miembro del equipo de geología a cargo de los alunizajes de las misiones del Proyecto Apolo. En sus manos estuvo la misión de identificar y cocalizar la posición exacta de cada muestra lunar retornada a la tierra, las cuales iban a ser imprescindibles para interpretar correctamente las observaciones en laboratorio. Es miembro de la Sociedad Geológica de América.

## Epónimos
El asteroide (2532) Sutton fue nombrado en su honor por el Minor Planet Center.

## Publicaciones
- Geology of the Apollo 16 area, Central Lunar Highland, disponible aquí .